# سردرود
سَردْرود یکی از شهرهای استان آذربایجان شرقی است که در بخش مرکزی شهرستان تبریز واقع شده‌است. طبق آخرین سرشماری مرکز آمار ایران که در سال ۱۳۹۰ صورت گرفته‌است، این شهر با جمعیتی بالغ بر ۳۵٬۰۰۰ نفر، قدمتی در حدود هفت هزار سال دارد دومین شهر پرجمعیت شهرستان تبریز و دوازدهمین شهر پرجمعیت استان آذربایجان شرقی محسوب می‌شود. نام محلی شهرسردرود، سَردَری می‌باشد
این شهر دارای باغ‌های زیبا و پرمحصول می‌باشد. از جمله محصولات کشاورزی این شهر می‌توان به گوجه سبز، انگور، زرد آلو، گردو، سیب، هلو و گلابی اشاره نمود
قلعه باستانی «نارین قلعه» یا همان سردرود قدیم مهم‌ترین و در عین حال ارزشمندترین اثر تاریخی سردرود محسوب می‌شود. این اثر تاریخی با نام‌های «نارین قلعه»، «قلعه سلاسل»، «قلعه سلسائیل» و «قلعه ساردور» متعلق به هزاره اول قبل از میلاد و دوره پادشاهان اورارتو، ساردور دوم، پسر آرگیشتی اول (۷۳۳–۷۵۳ ق. م) بوده‌است.
سردرود با سابقه طولانی و حجم عمده تولیدات تابلو فرش، سال‌هاست که در بسیاری از جوامع با عنوان پایتخت تابلو فرش ایران و جهان شناخته می‌شود.

## دانشگاه‌ها سردرود
عمده‌ترین مرکز آموزشی و علمی این شهر دانشگاه آزاد سردرود می‌باشد؛ که در حال حاضر بخش ادارای آن در یک ساختمان استیجاری و بخش آموزشی آن در یک مدرسه اداره می‌شود و با احداث محل جدید به آن محل نقل مکان خواهد نمود. این دانشگاه به عنوان مرکز برتر منطقه ۱۳ معرفی شده‌است.

## محصولات کشاورزی سردرود
این شهر دارای باغ‌های زیبا و پرمحصول می‌باشد. از جمله محصولات کشاورزی این شهر می‌توان به گوجه سبز، انگور، زرد آلو، گردو، سیب، هلو و گلابی اشاره نمود.
این شهر دارای باغ‌های زیبا و پرمحصول می‌باشد. از جمله محصولات کشاورزی این شهر می‌توان به گوجه سبز، انگور، زرد آلو، گردو، سیب، هلو و گلابی اشاره نمود.

## جاذبه‌های گردشگری و تفریحی سردرود
اصلی‌ترین مرکز تفریحی و گردشگری این شهر پارک جنگلی مره خونی است که در قسمتی از باغ‌های سنتی این شهر واقع شده‌است. با توجه به آب و هوای نسبتاً معتدل و وجود باغ‌های بسیاری در اطراف این شهر، سردرود به یکی از قطب‌های رستوران‌داری در استان تبدیل شده‌است، به‌طوری‌که مشهورترین و بروزترین رستورانها تالارها با آخرین متدهای روز در این شهر با اصالت در خدمت همهٔ گردشگران عزیز می‌باشد.

## آثار باستانی سردرود
قلعه باستانی «نارین قلعه» یا همان سردرود قدیم مهم‌ترین و در عین حال ارزشمندترین اثر تاریخی سردرود محسوب می‌شود. این اثر تاریخی با نام‌های «نارین قلعه»، «قلعه سلاسل»، «قلعه سلسائیل» و «قلعه ساردور» متعلق به هزاره اول قبل از میلاد و دوره پادشاهان اورارتو، ساردور دوم، پسر آرگیشتی اول (۷۳۳–۷۵۳ ق. م) بوده‌است. قلعه کاربردی امنیتی – حفاظتی داشته و به منظور حفاظت از تبریز آن زمان که «تارماکیس» نامیده می‌شد بنا گردیده‌است. این قلعه در بالای تپه‌ای کم ارتفاع از دامنه‌های سهند واقع شده و دارای ابعادی حدود ۷۰۰ متر در ۵۰۰ متر است. در بخش مرکزی آن تعداد زیادی قلوه سنگ پراکنده شده که به احتمال قوی مربوط به یکی از تأسیسات اورارتوها بوده که احتمالاً بر اثر زلزله یا سوانح دیگر فرو ریخته و از بین رفته‌است. با توجه با وجود سفالینه‌های متعدد پراکنده شده در سطح قلعه و برج و باروها و دیوارهای چینه‌ای با قطر ۲ متر و ارتفاع بیش از ۶ متر می‌توان حدس زد که قلعه بعد از ویرانی به دلیل موقعیت ممتاز در دوران اسلامی نیز مجدداً مورد استفاده قرار گرفته‌است. وجود تکه سفالینه‌های خاکستری مربوط به اواخر سده دوم و اوایل سده اول قبل از میلاد و سفالینه‌های کرم رنگ و نخودی ساده و پرداخته شده متعلق به دوره اشکانی، و نیز سفال‌های لعابدار منقوش اسلامی علی‌الخصوص قرون ۷ و ۸ هجری موید وجود تمدن و حیات انسانی در ادوار مختلف در این قلعه بوده‌است. مستندات تاریخی نشان می‌دهد تداوم حیات اجتماعی تا قبل از زلزله مهیب سال ۱۱۹۳ هجری وجود داشته و قلعه همان سردرود امروزی بوده‌است. نارین قلعه در تاریخ ۷/۷/۱۳۸۱ به شماره ۶۱۷۱ در فهرست آثار ملی کشور به ثبت رسیده و به عنوان اولین اثر ثبتی سردرود در فهرست آثار ملی محسوب می‌شود.

## جاذبه‌های گردشگری و تفریحی سردرود
اصلی‌ترین مرکز تفریحی و گردشگری این شهر پارک جنگلی مره خونی است که در قسمتی از باغ‌های سنتی این شهر واقع شده‌است.
با توجه به نزدیکی به کلانشهر تبریز و شهرت بواسطهٔ باغ‌های سرسبز، لبنیات و گوشت و میوه، و مدیریت و بهره‌برداری از این فرصت‌ها شاهد ظهور و توسعهٔ رستوران‌هایی مطرح در این منطقه بوده اییم. به طوریکه به راحتی می‌شود اذعان کرد که طی سال‌های اخیر رستوران‌های سردرود جایگاه اول را در تبریز و .. به خود اختصاص داده‌اند و شهرتی منطقه ای و حتی در سطح کشوری رقم زده‌اند.

## آثار باستانی سردرود
قلعه باستانی «نارین قلعه» یا همان سردرود قدیم مهم‌ترین و در عین حال ارزشمندترین اثر تاریخی سردرود محسوب می‌شود. این اثر تاریخی با نام‌های «نارین قلعه»، «قلعه سلاسل»، «قلعه سلسائیل» و «قلعه ساردور» متعلق به هزاره اول قبل از میلاد و دوره پادشاهان اورارتو، ساردور دوم، پسر آرگیشتی اول (۷۳۳–۷۵۳ ق. م) بوده‌است. قلعه کاربردی امنیتی – حفاظتی داشته و به منظور حفاظت از تبریز آن زمان که «تارماکیس» نامیده می‌شد بنا گردیده‌است. این قلعه در بالای تپه‌ای کم ارتفاع از دامنه‌های سهند واقع شده و دارای ابعادی حدود ۷۰۰ متر در ۵۰۰ متر است. در بخش مرکزی آن تعداد زیادی قلوه سنگ پراکنده شده که به احتمال قوی مربوط به یکی از تأسیسات اورارتوها بوده که احتمالاً بر اثر زلزله یا سوانح دیگر فرو ریخته و از بین رفته‌است.
با توجه با وجود سفالینه‌های متعدد پراکنده شده در سطح قلعه و برج و باروها و دیوارهای چینه‌ای با قطر ۲ متر و ارتفاع بیش از ۶ متر می‌توان حدس زد که قلعه بعد از ویرانی به دلیل موقعیت ممتاز در دوران اسلامی نیز مجدداً مورد استفاده قرار گرفته‌است. وجود تکه سفالینه‌های خاکستری مربوط به اواخر سده دوم و اوایل سده اول قبل از میلاد و سفالینه‌های کرم رنگ و نخودی ساده و پرداخته شده متعلق به دوره اشکانی، و نیز سفال‌های لعابدار منقوش اسلامی علی‌الخصوص قرون ۷ و ۸ هجری موید وجود تمدن و حیات انسانی در ادوار مختلف در این قلعه بوده‌است. مستندات تاریخی نشان می‌دهد تداوم حیات اجتماعی تا قبل از زلزله مهیب سال ۱۱۹۳ هجری وجود داشته و قلعه همان سردرود امروزی بوده‌است.
نارین قلعه در تاریخ ۷/۷/۱۳۸۱ به شماره ۶۱۷۱ در فهرست آثار ملی کشور به ثبت رسیده و به عنوان اولین اثر ثبتی سردرود در فهرست آثار ملی محسوب می‌شود.

## سردرود پایتخت تابلوفرش جهان
سردرود با سابقه طولانی و حجم عمده تولیدات این هنر، سال‌هاست که در بسیاری از جوامع با عنوان پایتخت تابلو فرش ایران و جهان شناخته می‌شود. تابلو فرش‌های دستباف سردرود به دلیل وفور طیف رنگ و ظرافت به کار رفته در آن‌ها از ارزش و مقبولیت بسیاری در سطح جهانی برخوردار است. این تابلو فرش‌ها اغلب در قالب پرتره بافته می‌شوند، نقش‌های هنری، نقاشی، منظره و آیات قرآن دیگر طرح‌های مرسوم به کار رفته در این تابلو فرش‌ها هستند. هنر بافت تابلو فرش در شهرستان سردرود قدمت ۸۰ ساله دارد به‌طوری‌که ۸۰ درصد از مردم این شهرستان به‌طور مستقیم یا غیرمستقیم از این هنر کسب درآمد می‌کنند. تابلو فرش در فهرست آثار معنوی میراث فرهنگی کشور ثبت ملی شده‌است. اولین و تنهاترین اتحادیه صنف تولیدکنندگان تابلو فرش کشور در سال ۹۰ در این شهر ایجاد شد. با توجه به شغلهای جانبی این صنف و گستره فعالیت تولیدکنندگان تابلو فرش این سردرود در این شهر نرخ بی‌کاری در حد صفر می‌باشد و در ۱۸ استان کشور برای ۲۶۰ هزار نفر شغل ایجاد کرده‌است. روزانه بیش از ۵۰۰ قطعه تابلو فرش در طرح و سایزهای مختلف به مدیریت کارگاه‌های متمرکز و غیر متمرکز تولید می‌شود. 

## موزه تاریخ و مردم‌شناسی سردرود
شهر سردرود تاریخ را به گواه گرفته و کارنامه مردم نگاری اهالی آن نیز مملو از هویت فرهنگی و نگاره‌های هویتی است. موزه تاریخ و مردم‌شناسی سردرود در سال۱۳۹۴ هجری شمسی در محل فرهنگسرای شهرداری سردرود تأسیس شد و اشیا و مدارک آن شامل ابزارآلات، وسایل کشاورزی، آثار مکتوب و انواع سنگ نگاره‌ها می‌باشد.

## صنایع
با توجه به قرار گرفتن شهرک صنعتی شهید رجایی، پالایشگاه، پتروشیمی، تراکتورسازی، ماشین‌سازی، ایدم و… در مجاورت این شهر صنایع و کارگاه‌های کوچک و بزرگ فراوانی در این شهر مشغول بکار می‌باشند.

## موقعیت جغرافیایی
این شهر سابقاً در جنوب غربی تبریز واقع بود که با گسترش شهر به آن متصل گردید.